# Seaford, Delaware
Seaford är en stad i Sussex County, Delaware, USA som år 2010 hade 6 928 invånare.

## Kända personer från Seaford
- Lovett Purnell, utövare av amerikansk fotboll